# Galumnoidea
Galumnoidea är en överfamilj av kvalster. Galumnoidea ingår i ordningen Sarcoptiformes, klassen spindeldjur, fylumet leddjur och riket djur. Enligt Catalogue of Life omfattar överfamiljen Galumnoidea 490 arter. 
Kladogram enligt Catalogue of Life:
| Galumnoidea | \| \| Galumnellidae \| \| \| \| \| \| Galumnidae \| \| \| \| \| \| Parakalummidae \| \| \| \| |
|             | \| \| Galumnellidae \| \| \| \| \| \| Galumnidae \| \| \| \| \| \| Parakalummidae \| \| \| \| |
|             | Galumnellidae                                                                                 |
|             |                                                                                               |
|             | Galumnidae                                                                                    |
|             |                                                                                               |
|             | Parakalummidae                                                                                |
|             |                                                                                               |